# 機動戦士ガンダム ピューリッツァー -アムロ・レイは極光の彼方へ-
『機動戦士ガンダム ピューリッツァー -アムロ・レイは極光の彼方へ-』（きどうせんしガンダム ピューリッツァー アムロ・レイはきょっこうのかなたへ）は、矢立肇・富野由悠季原案、大脇千尋脚本、才谷ウメタロウ作画による漫画作品。『月刊ガンダムエース』 (KADOKAWA)にて2021年10月号より連載中。
『機動戦士ガンダム』の登場人物であるキッカ・コバヤシ（旧姓キタモト）を主人公として、宇宙世紀0094年を舞台にキッカが伝記執筆のためにアムロ・レイの足跡を追い、関係者から話を聞くストーリーである。
2巻の発売にあたって、カイ・シデン（声 - 古川登志夫）がキッカにエールを送る内容のPVが2023年7月25日から同年10月25日の期間限定で、YouTubeのKADOKAWAanimeチャンネルにて公開された。

## あらすじ
宇宙世紀0094年。第二次ネオ・ジオン抗争で行方不明とされていたアムロ・レイの戦死が確定され、サイド1のロンデニオンで開催される「第二次ネオ・ジオン抗争戦没者追悼式典」にはアムロの名も刻まれることになった。
そのニュースを月の宇宙港で観ていたのは、かつて戦災孤児としてホワイトベース隊と1年戦争を共にし、ハヤト・コバヤシ、フラウ・コバヤシ夫妻の養女となったキッカ・コバヤシだった。彼女は月のセント・ジョセフ大学に在学し、宇宙世紀0093年にマウント・フジ出版の新人賞を獲得し、在学中にファンタジー小説の作家デビューを果たしていたが、同時に幼少時代に見たアムロ少年と、世に出回っているアムロを題材とした小説、伝記の落差に違和感を覚え、「英雄ではないアムロ像」を描こうとしていた。
義母のフラウにも背中を押されたキッカは、かつてのホワイトベースクルーのフリージャーナリスト、カイ・シデンを頼り、アムロを知る人々に取材を行い、アムロ・レイの実像を描こうとする。

## 主な登場人物
キッカ・コバヤシ
主人公。月のセント・ジョセフ大学へ進学し、在学中に作家デビュー。
月の出版社に「実像のアムロ」を描く小説の企画を持ち込むも、「大衆受けしない」とやんわりと拒否され、元ホワイトベース乗員という売りは良いとゴーストライターによる執筆を持ちかけられる。それを断り、卒業までに書き上げたら出版を検討してもらう約束を取り付ける。
フラウ・コバヤシ
キッカの義母で元ホワイトベース隊通信士。サイド7時代のアムロの隣人。日本の静岡県に住居をかまえる。戦没者追悼式典での元ホワイトベース乗員としてのスピーチ依頼は断っている。
キッカに義父ハヤト・コバヤシの遺した手紙と、カイ・シデンの連絡先を教えた。
レツ・コバヤシ
キッカの義兄。戦死した義兄・カツに代わってシズオカの実家を守っている。
妹
ハヤトとフラウの実子。キッカ、レツにとっては義妹。名前は明らかになっていない。
カイ・シデン
元ホワイトベース隊のMSパイロット。フリージャーナリストとして名を馳せており、その動向はブライトやセイラと同等に連邦からも注視されている。アムロの足跡を取材するキッカに元ホワイトベース隊や様々な関係者といった人たちの現在の連絡先などを教える。アジア地区で直接通話で会話した際にカイなりにアムロとの関係にけじめをつける意図があったと知らされる。
キッカは最初に連絡のメールを送った際、畏まり過ぎた文面から「一年戦争当時（15年前）の自分が、居住まいを正している姿を同様に当時のカイに大笑いされている姿」を想像していた。
当初は連絡リストや一部の取材パスの手配以上の干渉はしないつもりだったが、ルオ商会がサイコフレームに関して食指を動かしている情報をオスカから聞くと、独自にサイコフレームを知る関係者への接触を始める。
ジョブ・ジョン
元ホワイトベース隊のMS予備パイロット。戦後、民間人に活躍の場を奪われたという悪評が経って軍にも故郷にも居辛くなって各地を渡り歩く。宇宙世紀0095年時点では第二次ネオ・ジオン抗争でフィフス・ルナが落着したラサで復興作業用MSパイロットとして働いている。
アムロの才能を見出し、アムロを中心とした戦術を組み立てたブライト・ノア、同じくアムロの才能を見出していたリュウ・ホセイについて語る。オムルから「ホワイトベースの何でも屋」と評された際に、器用貧乏なだけで何一つ大成しなかったと自嘲するも、サナリィへの転職を勧められる。
オムル・ハング
元ホワイトベースのメカニック。グリプス戦役ではカラバに参加したが終結後に退役。宇宙世紀0095年時点ではサナリィに所属しており、ジョブに会おうとしていたが、カイからキッカが取材のために当のジョブの元に向かっていることを聞いて、ラサにやって来た。
アムロがほとんど独力でMSシミュレーターを組み上げ、鹵獲したザクの出力性能を調査してシミュレーターの精度を上げたり、ガンダムの整備にもアムロが携わっていたことを証言する。メカニックとしては整備に熱心なのは有難かったが、最終的に反応炉の設定まで指定してくる要求のシビアさ細かさには呆れることもあったという。
サナリィの企画準備室長という肩書で人材集めをしており、サイド4に設立予定の支社にジョブ・ジョンを勧誘する。
オスカ・ダブリン
元ホワイトベースのオペレーター。グリプス戦役ではカラバに参加した。戦役後は連邦軍情報局に移り、宇宙世紀0095年時点でも同局に所属。カイの情報源の一人でもあり、宇宙世紀0094にサイド1コロニー「シャングリラ」のジャンク屋がガンダムらしいMSの残骸を発見したことも知らせている。
グリプス戦役後ロンド・ベル隊に志願しなかったのは、ブライトやアムロなどの微妙な立場を支援するには、ニュータイプ絡みの案件も扱う情報局が良いと考えたと語り、実際第二次ネオ・ジオン抗争の際は、νガンダムを発注する段取りに手を貸していた。
キッカには一年戦争時のホワイトベース隊の動向データを提供したほか、戦後メディアに対してアムロが「ニュータイプとはなにか」を語ったが理解され難く、大衆がジオン軍側の定義した「戦場において突出した戦果を挙げる者」をニュータイプと呼ぶようになったことを語る。
情報局としての柵から、ステファニー・ルオとキッカを引き合わせたが、キッカを無用な危険に巻き込む気はない様で、ルオ商会の動向をカイに伝えた。
カマリア・レイ
アムロ・レイの実母。ラサからの避難民キャンプでボランティア活動を行っている。アムロとは一年戦争時以来会ってないが愛していることを語る。
カマリアの居場所を見つけ出したカイからは「取材前にアポを取った場合、下手をすれば逃げられるかもしれない」とアドバイスされており、事前アポなしでインタビューに答えたカマリア自身もそのつもりだったことを認めた。キッカは離れて暮らす母親、留守がちな父親と、アムロは（アムロ自身が感じ取れるという意味での）両親からの愛情が薄かったのではないかと思いをはせる。
ステファニー・ルオ
ニューホンコンを拠点とする総合商社・ルオ商会の会長の娘にして実質的な指導者。オスカの紹介でキッカのインタビューを受け、ニューホンコンで出会ったアムロの印象を語る。また自社にスカウトしていたモスク・ハンを引き合わせ、モスク・ハンにガンダムへのマグネット・コーティングを施した際のアムロとの思い出や、届けられなかった新型ガンダムの存在を語らせた。
資金援助を申し出ると共に、セイラ・マスの所在地までの航空券を渡す。
セイラ・マス
元ホワイトベース隊の通信士、後に戦闘機パイロット。セイラが主宰する戦災孤児支援の財団との関係から、ステファニー・ルオとの知遇を得ている。また、宇宙世紀0095年時点ではリィナ・アーシタがセイラの下にいる。
キッカにはアムロ、シャア、ララァ・スンの関りについて証言する。
ベルトーチカ・イルマ
カラバに参加していたジャーナリスト。宇宙世紀0095年時点ではカラバから離れ、フリーランスの情報屋となっている。ステファニー・ルオとの関連から、偽名カレン・ラッセルでキッカにコンタクトを取り、キッカをリオデジャネイロに招く。
一年戦争時のプロパガンダを切っ掛けにアムロの存在を知り、グリプス戦役で出会った際、アムロの復帰に尽力した。だが、アムロの望む存在に足りえないということに気づき、距離を置くようになる。またグリプス戦役中、アムロが戦局を左右するような存在となった際に、カラバ内でアムロの所在は最重要機密とされ、多数の影武者が（噂だと前置きして、女性の影武者も）いたことを語る。
その後、ボッシュ・ウェラーと共に独自に手に入れた情報からνガンダムの捜索を始める。
ミスター・カトー
『GUNDAM EVOLV../9 MSZ-006 Z-GUNDAM』の登場人物で、アナハイム・エレクトロニクスの営業部員。
グリプス戦役中はカラバ向けの営業担当をしており、カラバのチャクラ研究所の要請で「ホワイト・ユニコーン」と言うコードネームを持つパイロット他3名に「Ζガンダム3号機」を手配した。
その話をルオ商会経由で知ったキッカに「ホワイト・ユニコーン」がアムロ・レイ本人なのか、（上記でベルトーチカが語ったような）影武者の1人なのかは知ることは許されていなかったことを前置きして、『GUNDAM EVOLV../9』劇中でも描写された「ホワイト・ユニコーン」の見せたエースパイロットとしての活躍と、そのカリスマぶりを証言する。
ユウ・カジマ
連邦軍退役軍人。アムロとは面識がないが、1年戦争以前からシャアの反乱まで前線で戦い続けた軍人としての視点からアムロ・レイという存在を語った。
ファ・ユイリイ
厳密には名乗っていない。フォン・ブラウン市でキッカに声を掛けてきて、カミーユからの手紙を渡した。
ビーチャ・オーレグ、エル・ビアンノ、モンド・アガケ、イーノ・アッバーブ
フォン・ブラウン市の下層区域で出会ったジャンク屋の青年たち。独自に手に入れたジャンクを売りに来ていたところ、キッカと知り合う。Ζタイプも含めたシャアの反乱時のジャンク品売却益から宇宙船を手に入れての「遠乗り（ジャンク発生時の状況から算出した宙域への出張）」を考えている。
エルはジャンクの中にあったサイコフレーム（チェーンが持っていたサンプル）をそうとは知らないながら、直感からキッカに譲った。
オクトバー・サラン
アナハイム・エレクトロニクスの開発部エンジニア。第二次ネオ・ジオン抗争時にフォン・ブラウン工場でνガンダム開発主任を務めた。終結後は特に不手際や不祥事があったわけでもなかったが、進めていた次世代機開発計画は凍結され、月のアンマン市のトルロ社に出向を命じられてプチMS開発のアドバイザーをしている。
編集者（仮）
「ザ・フォン・ブラウン・タイムズ・パブリッシング」の編集者。名義貸しを勧めるような意地の悪いことを言いつつ、キッカの本音を引き出し「書き上げたものを読んで決める」と告げた。

## 書誌情報
- 矢立肇・富野由悠季（原案）、大脇千尋（脚本）、才谷ウメタロウ（漫画） 『機動戦士ガンダム ピューリッツァー -アムロ・レイは極光の彼方へ-』 KADOKAWA〈角川コミックス・エース〉、既刊4巻（2025年3月25日現在）
  1. 2022年8月26日発売[6]、ISBN 978-4-04-112925-8
  2. 2023年7月25日発売[7]、ISBN 978-4-04-113964-6
  3. 2024年7月25日発売[8]、ISBN 978-4-04-115313-0
  4. 2025年3月25日発売[9]、ISBN 978-4-04-116015-2